# OR5K2
OR5K2 (англ. Olfactory receptor family 5 subfamily K member 2) – білок, який кодується однойменним геном, розташованим у людей на короткому плечі 3-ї хромосоми.  Довжина поліпептидного ланцюга білка становить 316 амінокислот, а молекулярна маса — 35 763.
| 10         |  | 20         |  | 30         |  | 40         |  | 50         |
| ---------- |  | ---------- |  | ---------- |  | ---------- |  | ---------- |
| MVEENHTMKN |  | EFILTGFTDH |  | PELKTLLFVV |  | FFAIYLITVV |  | GNISLVALIF |
| THCRLHTPMY |  | IFLGNLALVD |  | SCCACAITPK |  | MLENFFSEGK |  | RISLYECAVQ |
| FYFLCTVETA |  | DCFLLAAVAY |  | DRYVAICNPL |  | QYHIMMSKKL |  | CIQMTTGAFI |
| AGNLHSMIHV |  | GLVFRLVFCG |  | LNHINHFYCD |  | TLPLYRLSCV |  | DPFINELVLF |
| IFSGSVQVFT |  | IGSVLISYLY |  | ILLTIFRMKS |  | KEGRAKAFST |  | CASHFSSVSL |
| FYGSIFFLYI |  | RPNLLEEGGN |  | DIPAAILFTI |  | VVPLLNPFIY |  | SLRNKEVISV |
| LRKILLKIKS |  | QGSVNK     |  |            |  |            |  |            |

A: Аланін

C: Цистеїн

D: Аспарагінова кислота

E: Глутамінова кислота

F: Фенілаланін

G: Гліцин

H: Гістидин

I: Ізолейцин

K: Лізин

L: Лейцин

M: Метіонін

N: Аспарагін

P: Пролін

Q: Глутамін

R: Аргінін

S: Серин

T: Треонін

V: Валін

Кодований геном білок за функціями належить до рецепторів, g-білокспряжених рецепторів, білків внутрішньоклітинного сигналінгу. 
Локалізований у клітинній мембрані, мембрані.